# 雨天的艾莉絲
《雨天的艾莉絲》（雨の日のアイリス）是日本的輕小說作品。作者松山剛，插畫是ヒラサト。曾獲第一屆「店員最愛輕小說大賞」第三位及《這本輕小說真厲害！2012》輕小說部門的第十位。

## 故事簡介
艾莉絲是一名女僕機器人，原本被製作她出來的博士當成家人疼愛，艾莉絲也深愛著博士。直至某一日，博士因意外身亡，她被送至機器人屠宰場中解體，其後相當於人類腦部的精神迴路被組裝至一具簡陋的機器人身上，為一個工地搬運廢棄建材。在工地中認識兩名機器人成為朋友。
然而，在某天，工地中出現出現一輛「處決」機器人的車子，把多達40台機器人化成垃圾。三名機器人開始計劃她們的逃亡大計。

## 登場人物
艾莉絲·蕾恩·安普蕾拉（Iris Rain Annvreila）
安普蕾拉家的女僕機器人，外表15歲，高150cm，登錄編號HRM021-α。
與身為主人兼設計者的安普蕾拉博士共住，深受博士疼愛。是博士是其亡妹為原型設計出來，而艾莉絲認為自己是亡妹的「替代品」。
在博士身亡後曾一度「自殺」，但途中因不想死而放棄。其後因是法律上的「無主物」而被機器人管理局回收。在被拍賣出售，但因無人出價而被解體。
解體後零件送到廢五金店，使用其他棄廢零件組裝成簡陋的履帶型機器人，賣到勞動工場工作，編號108號。
溫蒂·芙·安普蕾拉（Windy Four Annvreila）
研究機器人領域的權威。於奧韋爾大學第一機器人研究中心中工作。
在四年前失去了相依為命的妹妹，其後設計出和妹妹外表一樣的家用全能型機器人—艾莉絲。
在路邊遇見壞掉的機器人，會將其回收至研究中心修理。在研究失控機器人，為它解體時發生意外身亡。
莉莉絲·桑萊特（Lilith Sunlight）
少女型機器人，外表12-13歲，出廠編碼HRM019。
在勞動工場工作，編號38號。
五年前是名門家第所因無法誕下孩子而訂製的機器人，被當成女兒看待，但在兩年後，因「父母」誕下孩子而拋棄她。在轉賣好幾次後來到勞動工場。
波柯夫·葛洛許·銜尾蛇
前軍用機器人。型號F-110。在勞動工場工作，編號15號。
過去是一支名為「銜尾蛇」的裝甲部隊中的主力機器人。後因軍方開發出更新型的機器人而被淘汰。後流出市面，送到工場工作。
拉魯夫·謝爾
安普蕾拉博士的實驗助手。
萊靈古·歐·迷你鐵鍬
在廢五金店工作的大型機器人。莉莉絲的朋友。
卡連·庫拉烏迪
奧韋爾時報的專欄作家。

## 用語
三大迴路
機器人的中樞線路，分別是精神迴路、動作控制迴路及安全迴路。
- 精神迴路：相當於人類的腦部。
- 動作控制迴路：相當於人類的脊髓、神經系統。
- 安全控制迴路：安全裝置，當機器人企圖犯罪、加害人類（又稱禁止遺法行為），就會強制停止系統。同時具有強制命令程式。

深夜讀書會
艾莉絲、莉莉絲、波柯夫半夜在倉庫的唸書時間。
《三流魔神威薩・達克》
十年前出版的兒童讀物，作者桑蒂·溫蒂貝爾，共八集。講述一位愛修理物品的魔神—威薩·達克，及其魔戒芙洛·絲諾的故事。

## 出版書籍
- 日文版：2011年5月10日出版 （ISBN 978-4048705301）
- 中文版：2012年7月24日出版 （ISBN 978-986 287-812-5）